# Parafia Podwyższenia Krzyża Świętego w Woli Trzydnickiej
Parafia pw. Podwyższenia Krzyża Świętego w Woli Trzydnickiej – parafia rzymskokatolicka znajdująca się w diecezji sandomierskiej w dekanacie Zaklików. Erygowana w 1986. Kościół parafialny wybudowany został w latach 1983-1986.